# Eamonn Campbell
Eamonn Campbell, född 29 november 1946 i Drogheda i County Louth, död 18 oktober 2017 i Ede i Nederländerna, var en irländsk sångare, gitarrist och musikproducent. Han var medlem i folkmusikgruppen The Dubliners från 1987 fram till deras splittring 2012. Senare var han en av dem som turnerade i konstellationen The Dublin Legends.
Då The Dubliners på Campbells inrådan inledde ett samarbete med gruppen The Pogues på 1980-talet, ledde detta till att "The Irish Rover" fick en listplacering på Top of the Pops.
Campbell producerade alla album med The Dubliners från 1987, och var även producent för många andra irländska artister.